# Laquis
Laquis (em hebraico:  תל לכיש; em grego clássico: Λαχίς; em latim: Tel Lachis), conhecido em árabe como Tel Edueir (em árabe: تل الدوير), é o local de uma cidade do Antigo Oriente Próximo, agora um sítio arqueológico e um parque nacional israelense. A aldeia palestina de Cobebete Ibn 'Auade também estava anteriormente localizada perto do tel.
Laquis está localizada na região de Sefelá, em Israel, entre o Monte Hebrom e a costa do Mediterrâneo. É mencionado pela primeira vez nas cartas de Amarna como Laquixa/Laquisa (EA 287, 288, 328, 329, 335). De acordo com a Bíblia Hebraica, os israelitas capturaram e destruíram Laquis por se juntar à liga contra os gibeonitas (Josué 10:31–33). O território foi posteriormente atribuído à tribo de Judá (15:39) e tornou-se parte do Reino de Israel.
Das cidades do antigo Reino de Judá, Laquis era a segunda em importância apenas para Jerusalém. Uma das cartas de Laquis avisa sobre a destruição iminente da Babilônia. Diz: "Que meu senhor saiba que estamos vigiando o farol de Laquis, de acordo com os sinais que meu senhor deu, pois Azeca não é vista." De acordo com o profeta Jeremias, Laquis e Azeca foram as duas últimas cidades da Judeia a cair antes da conquista de Jerusalém (Jeremias 34:7). Esta inscrição em cerâmica pode ser vista no Museu de Israel em Jerusalém.

## História

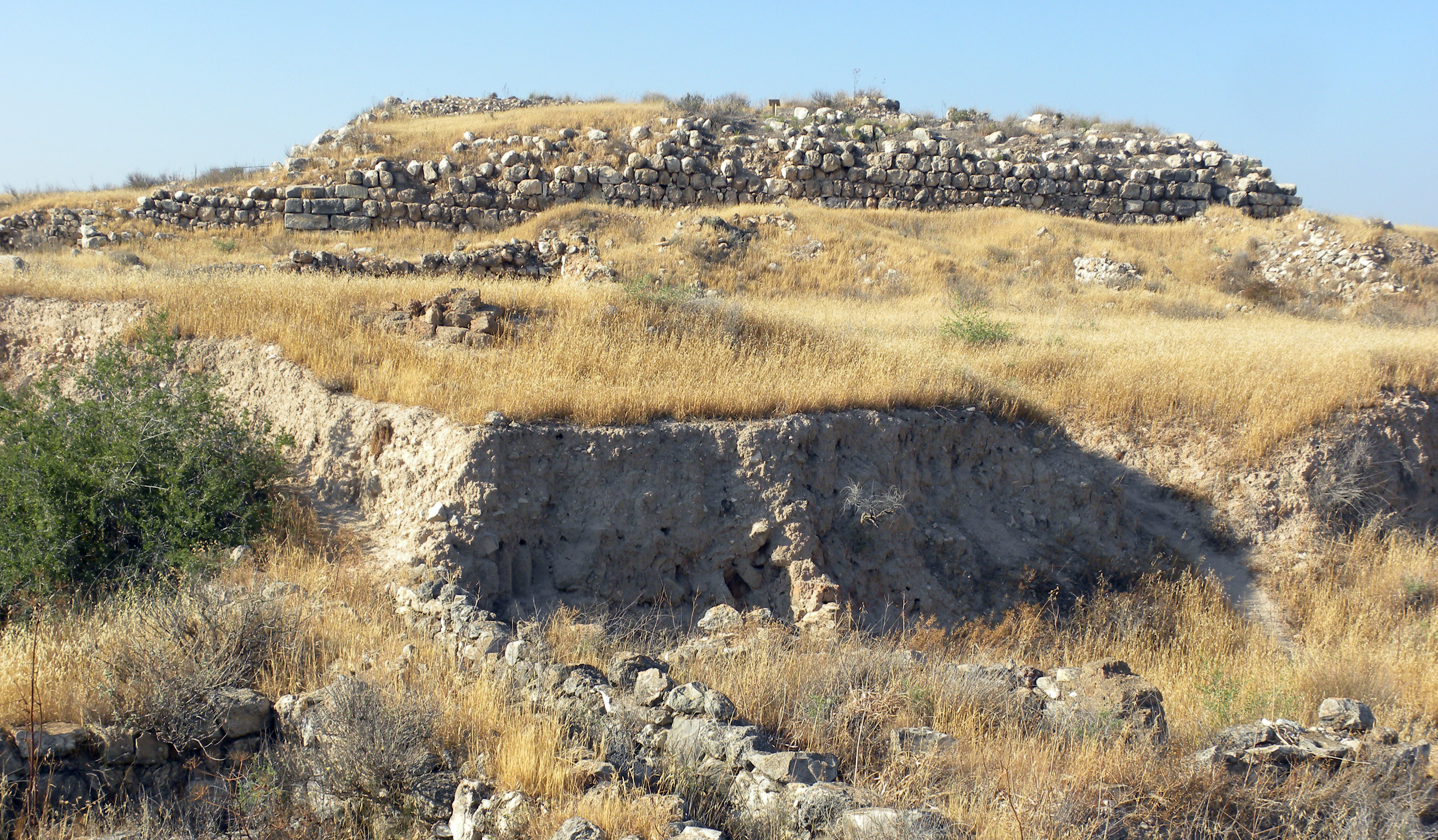
Palácio do comandante

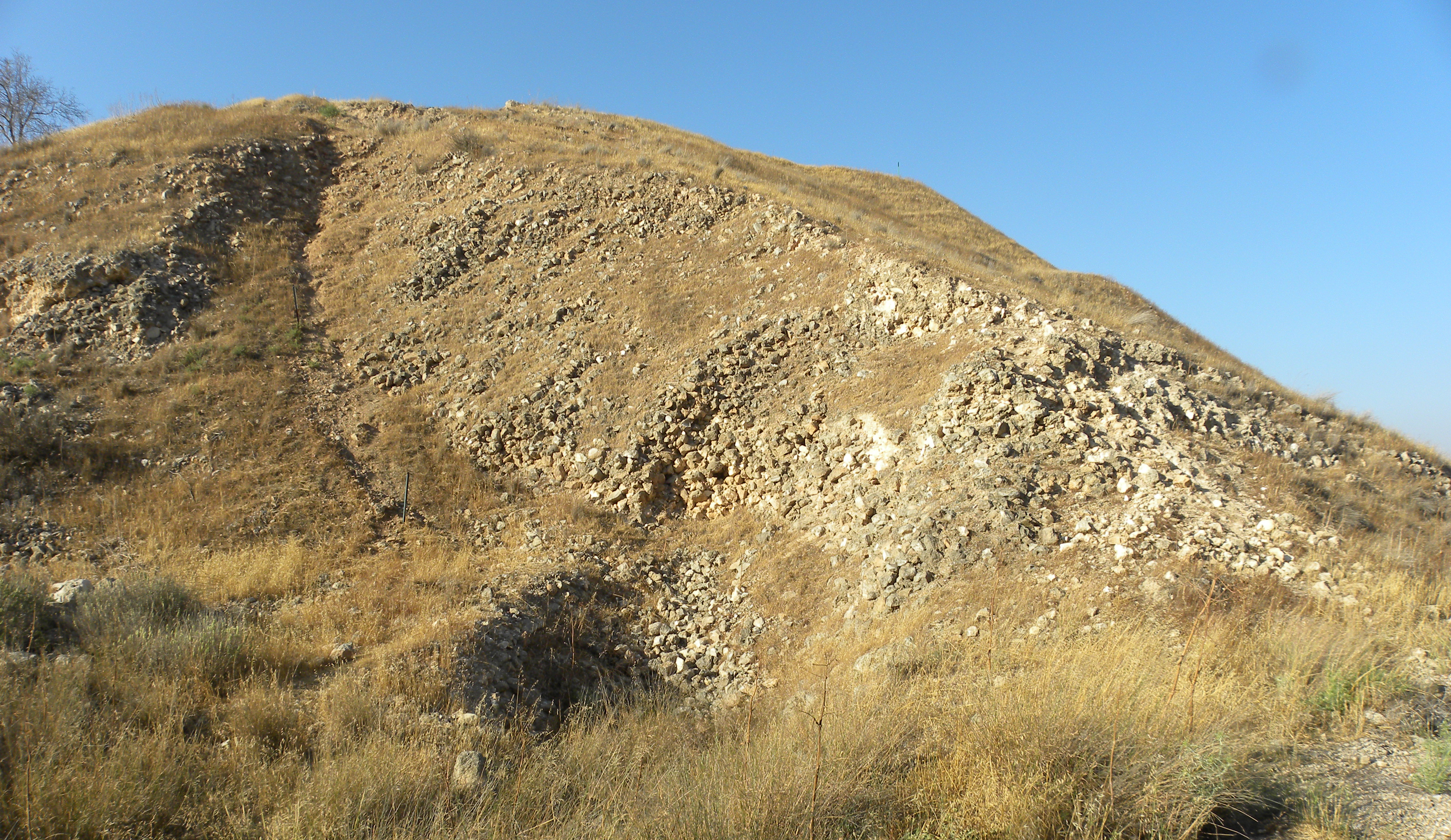
Rampa de cerco assírio

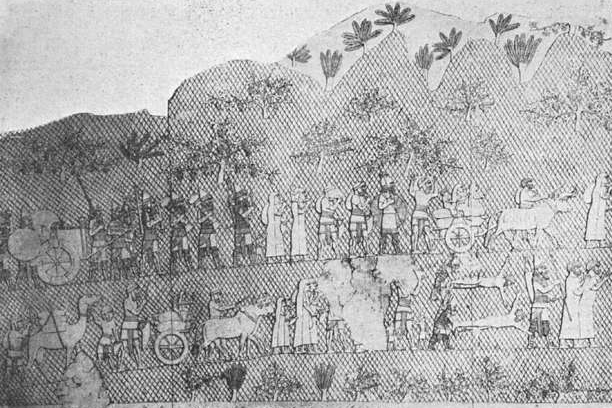
Cativos judeus sendo conduzidos à escravidão pelos assírios após o cerco de Laquis em Esse relevo é importante para o conhecimento das vestes judias.

### Neolítico
A ocupação no local de Laquis começou durante o período neolítico da cerâmica (5500–4500 a.C.).

### Bronze Inicial
O desenvolvimento principal começou na Idade do Bronze inicial (3300–3000 a.C.). No final do Bronze Primitivo, Laquis havia se tornado um grande povoado.

### Bronze Médio
Durante o Bronze Médio (2000–1650 a.C.), o assentamento cananeu se desenvolveu.
No Bronze Médio I, o monte foi reassentado. Restos de um local de culto e uma assembléia de vasos de culto votivos foram encontrados na Área D.
No Bronze Médio II A, o desenvolvimento continuou.
No Bronze Médio II B-C, Laquis se tornou uma cidade importante no sul do Levante. Uma impressionante cobertura foi construída ao redor da cidade, que moldou suas atuais encostas íngremes e cantos agudos. Na Área P, um grande "palácio" foi encontrado. No final do Bronze Médio II C, a cidade foi destruída por um incêndio.

### Bronze Tardio

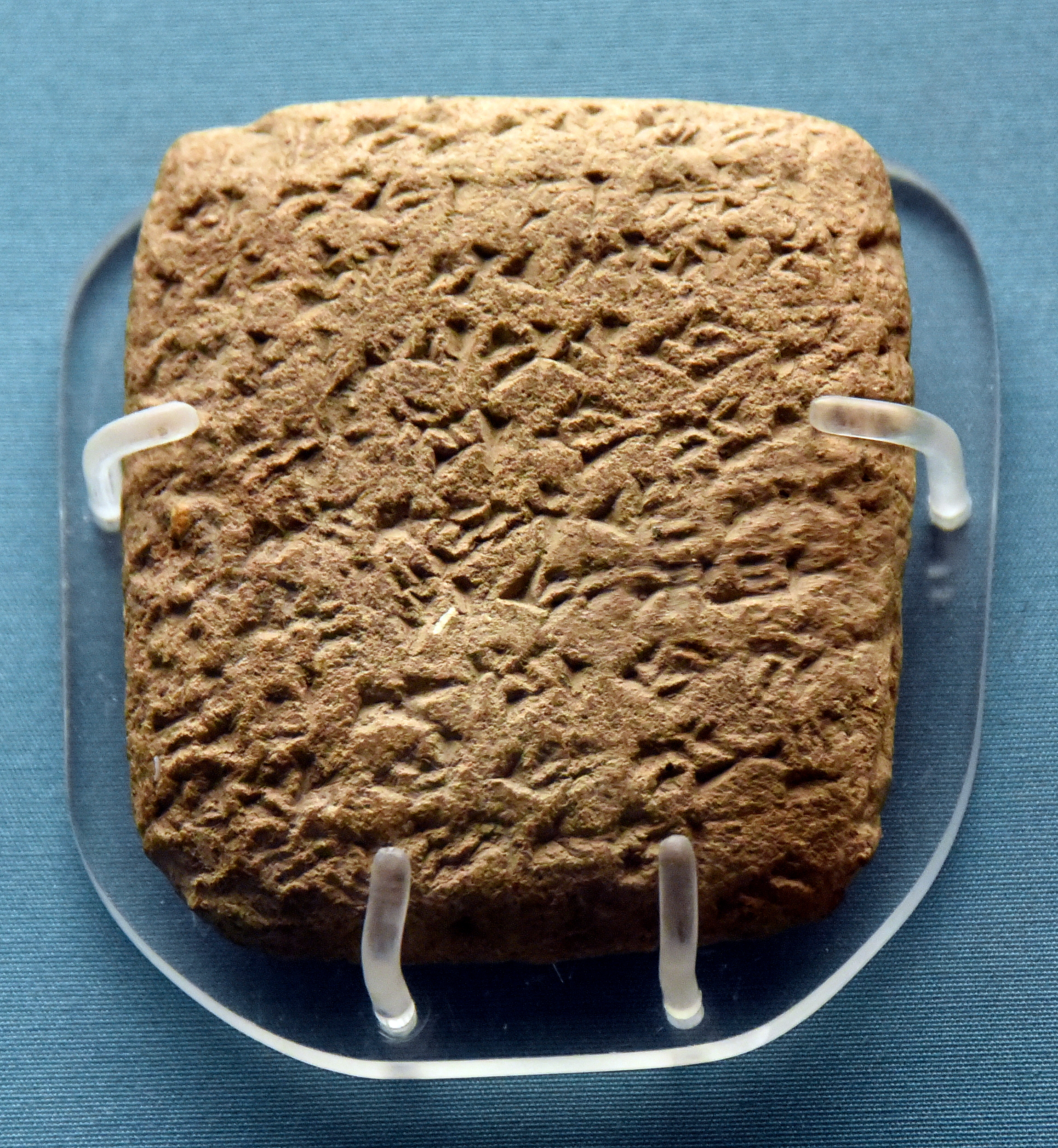
Carta de Amarna EA 330. Uma carta de Sipti Baal (governante de Laquis), que reassegura o faraó egípcio (Amenófis III ou seu filho Aquenáton) de sua lealdade. Século XIV a.C. De Telel Amarna, Egito. Museu Britânico.

No final da Idade do Bronze (1500–1200 a.C.), Laquis foi restabelecida e desenvolvida lentamente, eventualmente se tornando uma das grandes e prósperas cidades do sul do Levante. É atestado pela primeira vez como Raquicha em um texto do Novo Reino, o Papiro Hermitage 1116A.
Ele veio sob a XVIII dinastia egípcia, que construiu um império egípcio, especialmente após as campanhas militares de Tutemés III.
Durante o período de Amarna egípcio (c. 1 350 a.C.), várias cartas foram escritas ao faraó e descobertas como parte do arquivo de Amarna.
Durante a XX dinastia egípcia, o Império Egípcio começou a perder seu controle no sul do Levante. Embora Laquis tenha prosperado sob a hegemonia egípcia, foi completamente destruído por um incêndio por volta de 1 150 a.C.. Foi reconstruído por cananeus que construíram dois templos. No entanto, este assentamento foi logo destruído por outro incêndio por volta de 1 130 a.C. (cf. Eglom fortificado nas proximidades, filisteus). O local então permaneceu abandonado por um longo período de tempo. As razões para essas destruições podem ter sido rebeliões e invasões pelos povos do mar.

### Idade do Ferro
A reconstrução da cidade começou no início da Idade do Ferro durante os séculos X e IX a.C., quando fazia parte do Reino de Judá. O assentamento não fortificado pode ter sido destruído c. 925 a.C. pelo faraó egípcio Sisaque I. Na primeira metade do século IX a.C., sob os reis judeus Asa e Josafá, Laquis se tornou uma cidade importante no reino. Foi fortemente fortificado com paredes e muralhas maciças e um palácio real foi construído em uma plataforma no centro da cidade. Laquis era a principal entre várias cidades fortificadas e fortalezas que guardavam os vales que conduzem a Jerusalém e ao interior do país contra os inimigos que normalmente se aproximavam da costa.

#### Cerco por Senaqueribe, domínio assírio

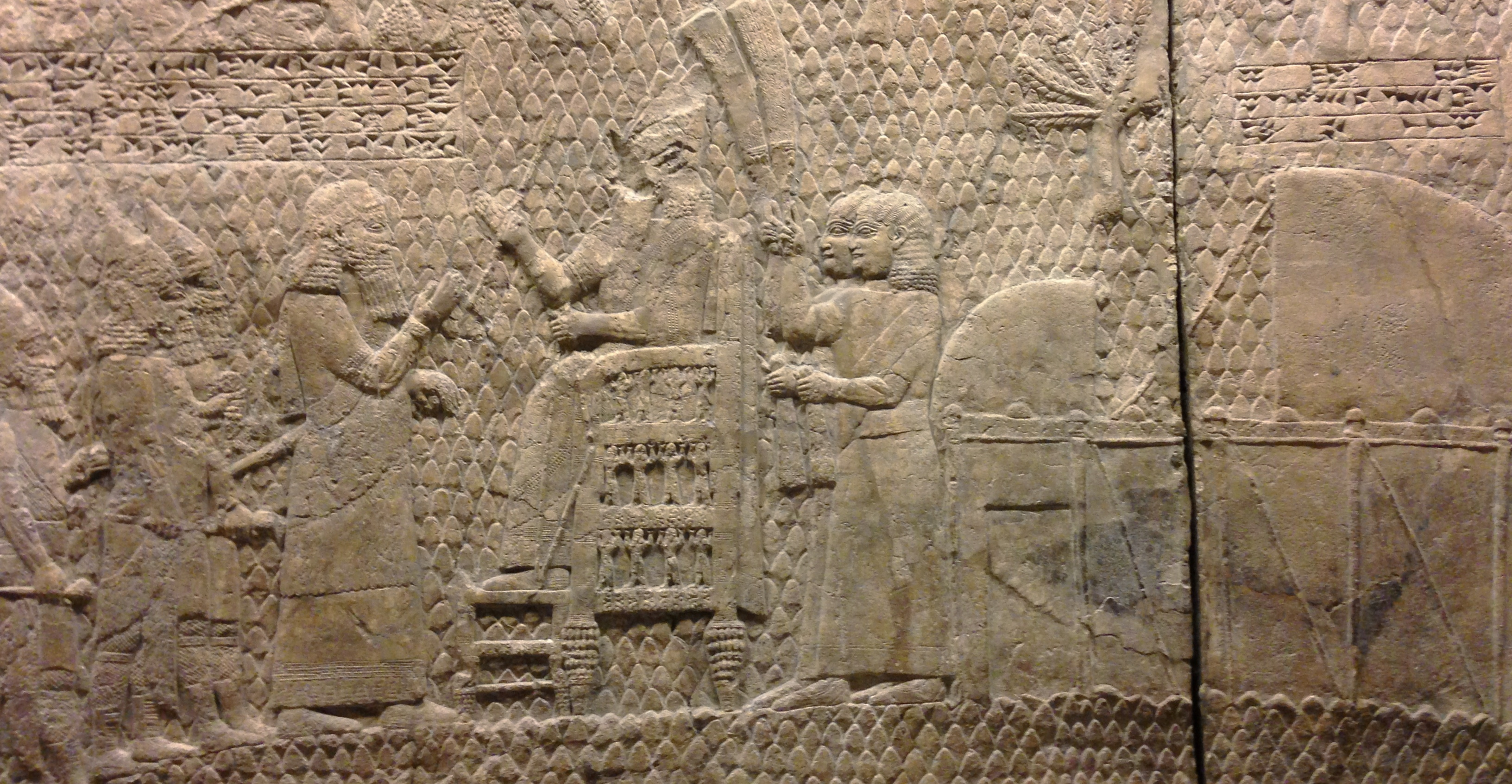
A única inscrição que identifica a localização representada nos relevos diz: "Senaqueribe, o poderoso rei, rei do país da Assíria, sentado no trono do julgamento, antes (ou na entrada) da cidade de Laquis (Laquixa). Eu dou permissão para seu abate"

Em 701 a.C., durante a revolta do rei Ezequias contra a Assíria, foi sitiada e capturada por Senaqueribe, apesar da resistência determinada dos defensores. Alguns estudiosos acreditam que a queda de Laquis realmente ocorreu durante uma segunda campanha na área por Senaqueribe c. 688 a.C.. O local agora contém os únicos restos de uma rampa de cerco assíria descoberta até agora. Senaqueribe mais tarde dedicou uma sala inteira em seu "Palácio sem rival", o palácio sudoeste em Nínive, para representações artísticas do cerco em grande lajes de alabastro, a maioria das quais agora estão em exibição no Museu Britânico. Eles exibem representações de rampas de cerco assírias, aríetes, sapadores e outras máquinas de cerco e unidades do exército, junto com a arquitetura de Laquis e sua rendição final. Em combinação com os achados arqueológicos, eles fornecem uma boa compreensão da guerra de cerco do período.
A escavação moderna do local revelou que os assírios construíram uma rampa de pedra e terra até o nível da muralha da cidade de Laquis, permitindo assim que os soldados carregassem a rampa e invadissem a cidade. As escavações revelaram aproximadamente 1.500 crânios em uma das cavernas próximas ao local e centenas de pontas de flechas na rampa e no topo da muralha da cidade, indicando a ferocidade da batalha. A cidade ocupava uma área de 8 ha (800 a).
A cidade foi reconstruída no final do século VII a.C., durante o declínio do Império Neoassírio.[carece de fontes?]

### Período babilônico
Laquis caiu diante de Nabucodonosor em sua campanha contra Judá em 586 a.C..[carece de fontes?] A cidade foi finalmente destruída em 587 a.C.. Os residentes foram exilados como parte do cativeiro babilônico.
Durante a ocupação babilônica, uma grande residência foi construída na plataforma que outrora sustentava o palácio israelita. No final do cativeiro, alguns judeus exilados voltaram para Laquis e construíram uma nova cidade com fortificações. Sob o Império Babilônico ou Aquemênida, um grande altar (conhecido como Santuário Solar) na seção leste do monte foi construído. O santuário foi abandonado depois que a área caiu nas mãos de Alexandre, o Grande. A conta está desocupada desde então.

## Referências bíblicas

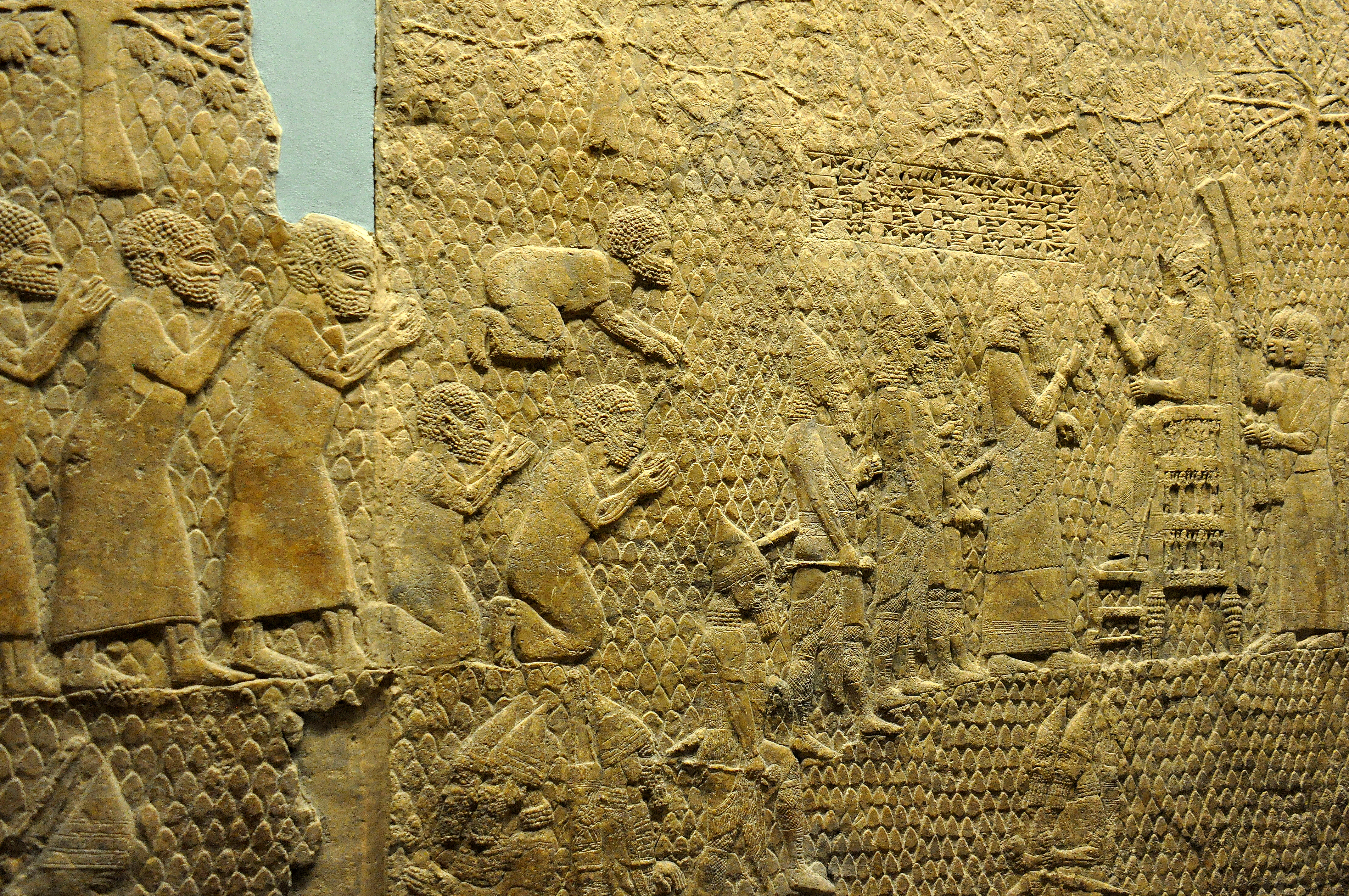
Senaqueribe recebendo a submissão dos judeus antes de Laquis.

### Expedição de Starkey-Tufnell (1932-1939)

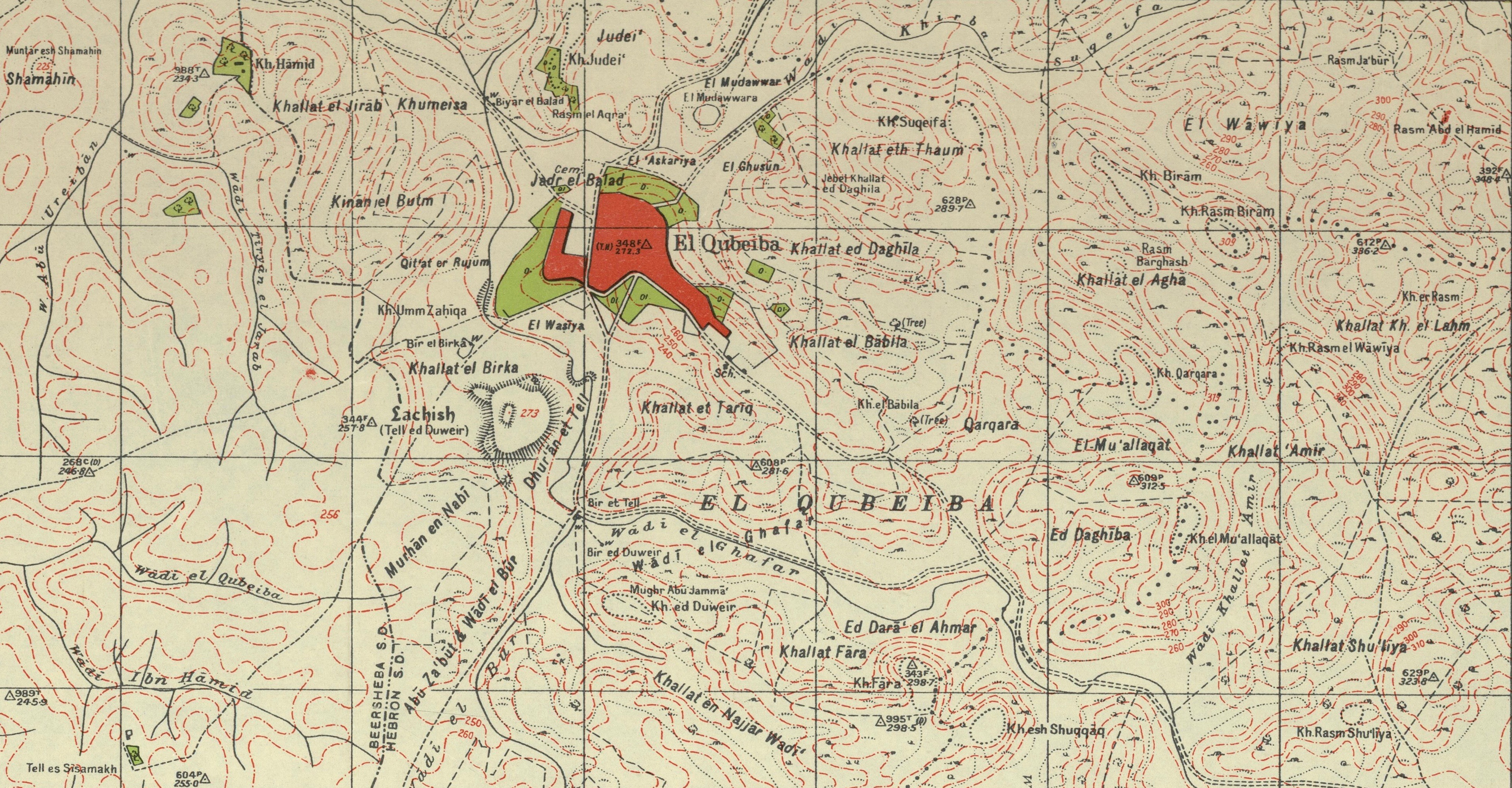
Tel Laquis 1947 (1: 20.000)